# Potworów (województwo dolnośląskie)
Potworów – wieś w Polsce położona w województwie dolnośląskim, w powiecie ząbkowickim, w gminie Bardo.

## Historia wsi Potworów.
Potworów ma słowiański rodowód, a pierwsze wzmianki o wsi pochodzą z 1260 roku jako Potvorov.
Nazwa pochodzi od zbitki słów “po dworze” i oznacza osadę obok jakiegoś dworu, majątku, do niego należącą. W 1316 roku pod wpływem kolonizacji niemieckiej wieś nazywała się Rudegerisdorf, w 1551 roku Rugersdorf, a następnie Riegersdorf, co oznaczało wieś należącą do Riegera. 
Pod koniec XIX wieku we wsi mieszkało 548 mieszkańców w tym: 2 stolarzy, 2 szewców, 2 murarzy, 3 krawców, 1 kowal, 2 cieśli, 1 wytwórca lalek, 1 tkacz, 1 wytwórca koszy wiklinowych i 1 rachmistrz. Był tu również sklep, gospoda i założona w 1883 szkołaoraz mała fabryka maszyn rolniczych Grussera, zatrudniająca 14 pracowników i kopalnia glinki kaolinowej, którą mieszano z gliną wydobywaną w pobliżu Strąkowej i stosowano jako surowiec do produkcji naczyń w okolicznych warsztatach garncarskich. 
W 1922 uroczyście odsłonięto pamiątkowy obelisk poświęcony mieszkańcom wsi, którzy zginęli podczas I wojny światowej. 
W 1926 roku we wsi mieszkało 420, w 1940 roku 399 osób.
We wsi nie ma kościoła ani cmentarza, a mieszkańcy należą do parafii w Brzeźnicy.

### Podział administracyjny
W latach 1975–1998 miejscowość położona była w województwie wałbrzyskim.

### Sport
W Potworowie, działa (od 12 sierpnia 1999) lokalny klub piłkarski – Ludowy Zespół Sportowy Piasek Potworów grający, w latach 2003-2007 i od sezonu 2012/2013, na szczeblu B-klasy. Drużyna rozgrywa swe mecze na miejscowym stadionie: Boisko Sportowe w Potworowie (pojemność: 500 miejsc, w tym 50 siedzących; wymiary: 98 × 67 m). Największym osiągnięciem zespołu było zajęcie 7. miejsca na szczeblu A-klasy (sezon 2009/2010: 30 spotkań, 49 pkt, bilans: 15-4-11)

### Zabytki
Przy drodze do Barda tuż za wsią stoi pomiędzy dwoma lipami barokowa XVIII wieczna kolumna maryjna, a przy drodze do Braszowic na wzgórzu barokowa kapliczka. Najciekawszymi zabytkami są krzyże pokutne związane z istniejącym na Śląsku od XIII wieku prawem zwyczajowym, które pozwalało mordercy uratować głowę o ile doszedł do porozumienia i zawarł ugodę z rodziną ofiary. Jeden z takich krzyży wykuty w piaskowcu umieszczony jest za płotem domu nr 23, a drugi, który był przy młynie na rzece Studwi, na granicy wsi Braszowice i Potworowa zaginął jeszcze przed II wojną światową .
Do wojewódzkiego rejestru zabytków wpisany jest:
- fort nr 5, ziemny, z 1813 r.